# Mooc-kurser i Sverige
Mooc-kurser (eng. Massive Open Online Course) har bedrivits i Sverige sedan 2013, och har haft mooc-liknande föregångare sedan omkring 2003, främst vid svenska universitet och högskolor. 2014 inleddes en statlig utredning av hur bland annat Mooc kan användas för att bredda högskolornas utbildningar.

## Föregångare till mooc-kurser i Sverige
Ett exempel på tidig kurs av mooc-karaktär i Sverige är KTH:s och Stockholms universitets gemensamma preparandkurs "Sommarmatte", som har hållits sedan 2003 under ledning av Johan Thorbiörnson, och har haft upp till 10 000 kursdeltagare per kursomgång. Kursen baseras på en kombination av automaträttade uppgifter och gruppuppgifter som studenter löser tillsammans.
En annan tidig föregångare var Högskolan i Jönköpings båda kurser "Digital bildbehandling" och "Fotografi - visuell kommunikation", som lästes av 25 000 studenter mellan 2007 och 2012. Kurserna omfattade en stor mängd videoinstruktioner, handleddes i hög grad av tidigare kursdeltagare . Examinationen baserades på studenternas skriftliga reflektioner över sitt lärande.
Debattörer menar emellertid att trots att Sverige har haft ett försprång inom e-lärande går utvecklingen av mooc-kurser långsamt i jämförelse med andra länder, till följd av ointresse från myndigheter och utbildningsorganisationer. Fem debattörer menade i maj 2013 att svenska studenter kan komma att läsa mooc-kurser vid de högst rankade universiteten i världen och ta examen vid nya fria högskolor och "mooc colleges" istället för vid svenska traditionella högskolor och universitet, om inte de gamla lärosätena säger upp lärare, avskaffar klassrummen och använder mooc-kurser i utbildningen. Flera svenska högskolor och universitet har utvecklat kursmaterial på engelska av karaktär som påminner om mooc-kurser, men vill inte examinera fristående kurser i stor skala till följd av regeringens takbelopp och universitetskanslerämbetets utvärderingar, som lägger vikt vid att utbildning ska leda till högskoleexamina och hög genomströmning. 

## Mooc-kurser i Sverige
Karlstads universitet var tidigt ute att erbjuda mooc-inspirerade uppdragsutbildningar i form kurser i samarbete med Skolverket, med tekniskt stöd av Høgskolen i Lillehammer. Kurserna om bedömning och betyg och kartläggning av nyanlända elevers kunskaper riktar sig till verksamma lärare och har fram till januari 2018 haft närmare 35.000 deltagare

### Statliga utredningar
UKÄ har utrett hur högskolans utbildningsutbud kan breddas, bland annat med öppna nätbaserade kurser, på ett regeringsuppdrag från april 2014. Slutsatser av utredningen presenterades i januari 2016, och innebär att moocar bör inkluderas i svensk högskola, och att förutsättningarna för detta bör regleras i en ny förordning för öppna nätbaserade kurser.
Andra tidiga initiativ har tagits, till exempel "The Nordic Advisory Strategy Group", som förberedde frågan om mooc-kurser för Nordiska ministerrådet.

## Rapporter
MOOCs och OER - en kartläggning av aktörer och utbud